# Atifet Sunay
Atifet Sunay (Istanbul, 1903 – Istanbul, 21 ottobre 2002) è stata la quinta First lady della Turchia come moglie del presidente Cevdet Sunay.

## Biografia
Atifet nacque a Istanbul, nel quartiere di Uskudar, nel 1903, da una famiglia di immigrati bulgari. La sua famiglia si trasferì ad Adapazari dopo il pensionamento del padre e lì Atifet, tramite suo fratello maggiore, conobbe nel 1927 Cevdet Bey, ufficiale dell'esercito. Tuttavia, la coppia dovette aspettare due anni per ottenere il permesso del padre di lei di sposarsi, perché aveva fatto voto solenne di non dare mai la figlia in sposa a un soldato, perché questo l'avrebbe costretta ad allontanarsi dalla famiglia per seguire il marito nei suoi spostamenti. Atifet riuscì infine a fare valere la sua volontà e nel 1929 si tennero le nozze. La coppia ebbe tre figli, Atilla, Aysel e Argun e, nel 1934, al varo della legge sul cognome, presero nome Sunay.  
Supportò il marito per tutta la sua carriera militare, che lo vide ritirarsi col grado di generale a quattro stelle ed ex capo di stato maggiore generale. Il 28 maggio 1966, il giorno dopo le dimissioni di Cemal Gürsel, venne eletto presidente dalla Grande Assemblea Nazionale, facendo di Atifet la First lady della Turchia. Mantenne il ruolo per sette anni, fino allo scadere del mandato di suo marito il 28 marzo 1973, che rifiutò il rinnovo per motivi di salute. Come First lady, salvò la vita a quattro giovani cadetti ribelli che tentarono di fare irruzione nei suoi appartamenti durante il colpo di Stato del 1971, negando di averli mai visti quando depose al processo. Disse di averlo fatto perché "sono madre di tre figli, e quei ragazzi mi guardavano come se fossi anche la loro".  
Atifet rimase vedova nel 1982. Morì il 12 ottobre 2002 a Istanbul, a novantanove anni, dopo una settimana di ricovero in terapia intensiva. Il funerale si tenne nella moschea di Şişli e venne sepolta nel cimitero di Zincirlikuyu.